# La strega rossa
La strega rossa (Wake of the Red Witch) è un film del 1948 diretto da Edward Ludwig.
È un film d'avventura statunitense con John Wayne nel ruolo di un capitano di mare nelle Indie orientali nel 1860 in cerca di vendetta nei confronti di un ricco armatore. Vede come interpreti anche Gail Russell, Gig Young e Adele Mara. È basato sul romanzo del 1946 Wake of the Red Witch di Garland Roark.

## Trama
Un capitano provoca intenzionalmente il naufragio del suo veliero che trasporta un ghiotto carico d'oro con l'intenzione di recuperare il prezioso metallo in un secondo momento. L'armatore intuisce la frode e lo insegue per smascherarlo.

## Produzione
Il film, diretto da Edward Ludwig su una sceneggiatura di Harry Brown e Kenneth Gamet con il soggetto di Garland Roark (autore del romanzo), fu prodotto da Edmund Grainger per la Republic Pictures e girato nel Los Angeles County Arboretum & Botanic Garden ad Arcadia, nei Republic Studios a Hollywood e sull'Isola di Santa Catalina (California) dal luglio all'ottobre del 1948 con un budget stimato in 1.200.343 dollari.

## Distribuzione
Il film fu distribuito con il titolo Wake of the Red Witch negli Stati Uniti dal 1º marzo 1949 (première a Houston il 30 dicembre 1948) al cinema dalla Republic Pictures.
Alcune delle uscite internazionali sono state:
- in Austria il 3 giugno 1949 (Das Geheimnis der roten Hexe)
- nel Regno Unito il 5 giugno 1949
- in Finlandia il 9 settembre 1949 (Punainen noita)
- in Giappone il 12 ottobre 1949
- in Francia il 17 maggio 1950 (Le réveil de la sorcière rouge)
- in Germania Ovest il 10 ottobre 1950 (Im Banne der roten Hexe)
- in Svezia il 20 novembre 1950 (Röda häxan)
- in Danimarca il 12 marzo 1951 (Sydhavs-kaptajnen)
- in Portogallo il 9 gennaio 1953 (A Lenda da Bruxa Vermelha)
- in Danimarca il 18 novembre 1963 (riedizione)
- in Ungheria (A vörös boszorkány titka)
- in Belgio (De ontwaking van de roode heks)
- in Grecia (Desmotes tis mavris mageias)
- in Cile (El bruja roja)
- in Spagna (La venganza del bergantín)
- in Brasile (No Rastro da Bruxa Vermelha)
- in Italia (La strega rossa)

## Critica
Secondo il Morandini il film è un "macchinoso film di avventure marinaresche" che il regista "governa con spiccio mestiere anche nel dirigere gli attori" La fotografia risulterebbe "suggestiva". Secondo Leonard Maltin il film è "un po' confuso ma ben fotografato da Reggie Lanning".

## Promozione
La tagline è: "Romance! Adventure!...as wild as the RAGING SEAS!".